# Rio das Antas (Piquiri)
Der Rio das Antas ist ein etwa 12 km langer rechter Nebenfluss des Rio Piquiri im Westen des brasilianischen Bundesstaats Paraná.

## Etymologie und Geschichte
Anta bzw. Anta-brasileira bezeichnet den Flachlandtapir.

## Geografie

### Lage
Das Einzugsgebiet des Rio das Antas befindet sich südlich von Umuarama auf dem Terceiro Planalto Paranaense (Dritte oder Guarapuava-Hochebene von Paraná).

### Verlauf
Sein Quellgebiet liegt im Süden des Munizips Alto Piquiri auf 378 m Meereshöhe etwa 3 km südwestlich der Ortschaft Paulistânia in der Nähe der PR-682. 
Der Fluss verläuft überwiegend in südwestlicher Richtung. Er mündet auf 246 m Höhe im Munizip Brasilândia do Sul von rechts in den Rio Piquiri. Er ist etwa 12 km lang.auf 246 m Höhe.

### Munizipien im Einzugsgebiet
Am Rio das Antas liegen beiden Munizipien Alto Piquiri und Brasilândia do Sul.